# Podlog (gmina Črnomelj)
Podlog – wieś w Słowenii, w gminie Črnomelj. W 2018 roku liczyła 63 mieszkańców.